# (1307) Cimmeria
(1307) Cimmeria – planetoida z grupy pasa głównego asteroid okrążająca Słońce w ciągu 3 lat i 139 dni w średniej odległości 2,25 au. Została odkryta 17 października 1930 roku w Obserwatorium Simejiz na górze Koszka na Półwyspie Krymskim przez Grigorija Nieujmina. Nazwa planetoidy pochodzi od Kimerii, krainy na Krymie, skąd pochodzili Kimerowie. Przed nadaniem nazwy planetoida nosiła oznaczenie tymczasowe (1307) 1930 UF.